# 레방
레방(베트남어: Lê Bảng / 黎榜 려방, ? ~ ?)은 대월 후 레 왕조의 비정통 황제(재위: 1518년 ~ 1519년)이다. 레 태종의 둘째 아들인 공왕(恭王) 레쓰엉(黎昌, 黎克昌)의 증손으로, 정수공(靜修公) 레록(黎祿)의 아들이다.

## 생애
1518년 9월, 영흥백(永興伯) 찐뚜이, 문신 레스(阮瑡)와 산서(山西)의 여러 장수들이 레 소종에 반대하여 레방을 황제로 옹립하였고, 연호를 다이득이라고 하였다.
1519년, 찐뚜이가 레방을 폐위하고 그의 동생 레조를 옹립하였다.